# Schloss Ray-sur-Saône

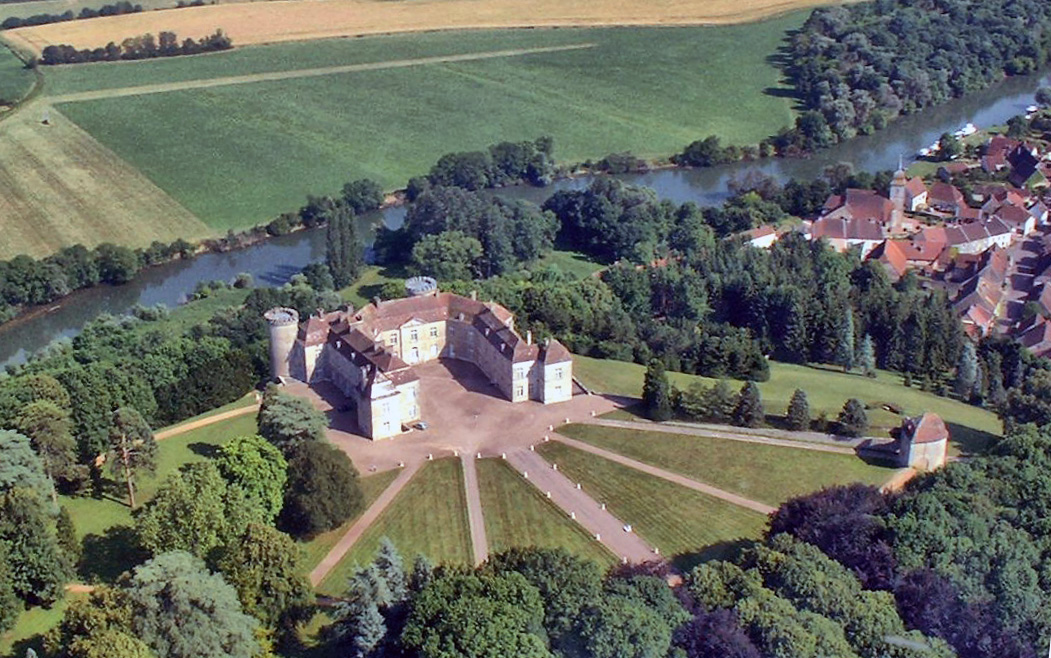
Luftbild des Schlosses Ray-sur-Saône aus nordwestlicher Richtung

Das Schloss Ray-sur-Saône (französisch Château de Ray-sur-Saône) ist eine Schlossanlage in der gleichnamigen französischen Gemeinde im Département Haute-Saône der Region Bourgogne-Franche-Comté rund 40 Kilometer nördlich von Besançon. Es geht auf eine mittelalterliche Burg der Herren von Ray zurück, die während des Schwedisch-Französischen Kriegs fast vollständig zerstört und Ende des 17. sowie im ersten Viertel des 18. Jahrhunderts von den damaligen Eigentümern, der Familie von Merode, wieder aufgebaut wurde. Durch Veränderungen im klassizistischen Stil während des 18. Jahrhunderts durch die Familie de Marmier erhielt es seine heutige äußere Gestalt.
Der Besitz wurde seit dem 11. Jahrhundert über 29 Generationen lang immer innerhalb der Familie vererbt und niemals verkauft. Letzte Eigentümerin dieser langen Linie von Schlossbesitzern war Diane de Salverte (1934–2016), die das Schloss samt Inventar und Park im Mai 2015 dem Département Haute-Saône schenkte. Die gesamte Anlage steht seit dem 5. November 2009 als klassifiziertes Monument historique (Monument historique classé) unter Denkmalschutz, nachdem einzelne Teile davon schon 1978, 1994 und 2008 in die Denkmalliste aufgenommen worden waren.

## Geschichte

### Mittelalter
1098 fand mit Guy de Ray ein örtlicher Herrscher Erwähnung, dessen Sohn Sev(u)in in jenem Jahr als Zeuge in einer Urkunde erscheint. Die Familie de Ray hatte das Land als Lehen der Abtei Saint-Vincent in Chalon-sur-Saône erhalten, der es schon im 10. Jahrhundert gehörte, und dort eine Burg errichtet. Im Jahr 1172 wurde diese befestigte Anlage (lateinisch castrum) erstmals urkundlich genannt, als Stephan II., Graf von Auxonne, den Besitz von der Abtei erwarb. Der Burgplatz war gut gewählt: Die Anlage stand auf einem Felsen in der Nähe einer Furt über die Saône, auf dem sich früher ein gallo-römisches Oppidum befunden haben soll. Bei Grabungen gefundenen Objekte zeigen aber, dass dieser Felsen auch schon in der späten Bronzezeit besiedelt war. Von der ersten Wehranlage ist heute nichts mehr erhalten. Die ältesten Teile des heutigen Schlosses gehen auf einen Donjon zurück, den Otto de la Roche erbaut haben soll. Er war durch die Heirat mit seiner Cousine Isabelle de Ray, dem letzten Mitglied dieses Zweigs der Familie und damit Alleinerbin, Herr von Ray geworden, und sein Sohn gleichen Namens erhielt die Seigneurie 1236 vom Haus Burgund-Ivrea zu Eigen.
Ottos Donjon war von einer Ringmauer mit 14 Türmen und Gräben geschützt und umfasste einen fünf Hektar großen Bereich, in dem sich bis zum Anfang des 14. Jahrhunderts ein Burgflecken bildete. Im Untergeschoss des Wohnturms befand sich ein etwa 50 Meter tiefer Brunnen, der heute noch existiert. Ende des 15. oder Anfang des 16. Jahrhunderts erweiterte die Familie de Ray den alten Donjon um einen Nord- und Südflügel.

### Frühe Neuzeit

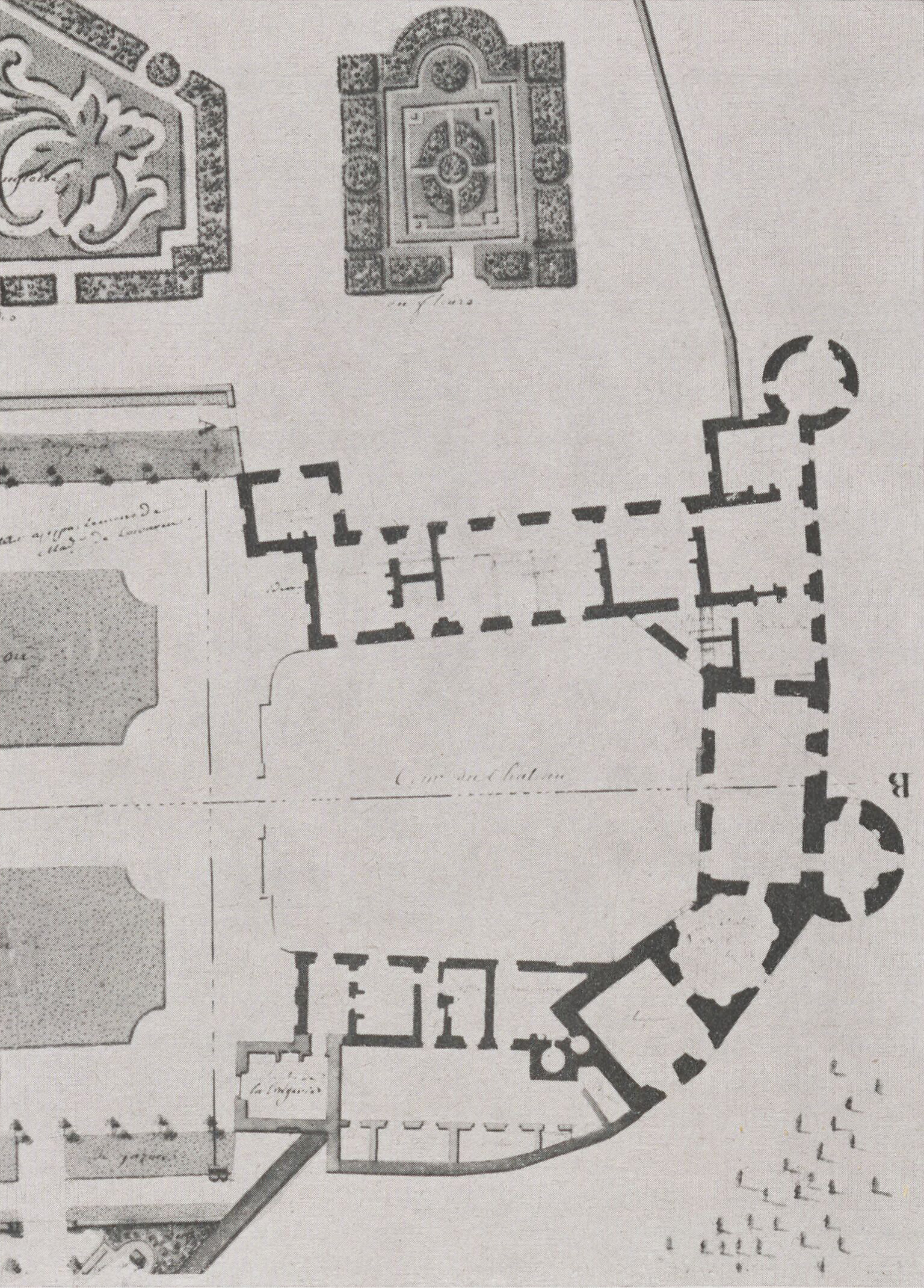
Ausschnitt aus dem Schlossplan Claude-Joseph-Alexandre Bertrands aus dem Jahr 1775

Die Familie de Ray blieb bis 1636 Eigentümerin der Anlage. In jenem Jahr heiratete die vor den Kampfhandlungen des Schwedisch-Französischen Krieges (1635–1648) in die Schweiz geflohene Marie-Célestine de Ray dort den Großjägermeister von Flandern, Albert Alexandre de Mérode-Houffalize († 1656), Marquis von Trélon und Fürst von Montgléon, und brachte den Besitz mit in die Ehe. Die Burg wurde während des Krieges fast vollständig zerstört: 1637 nahmen Truppen unter dem Herzog von Sachsen-Weimar die Anlage ein, und am 18. September 1642 wurde sie bei schweren Kämpfen zwischen den Truppen der Freigrafschaft Burgund unter ihrem Oberkommandierenden Claude de Bauffremont, baron de Scey und dem späteren Marschall von Frankreich Jacques Rouxel de Médavy im Dienste Ludwigs XIII. fast vollständig zerstört. Von der Burg standen nur noch einige Reste der Wehrmauern, ein Burgtor und vier Türme. Marie-Célestines und Alberts Sohn Claude-François begann mit dem Wiederaufbau der Anlage als Schloss. Bei seinem Tod im Jahr 1690 hinterließ er keinen männlichen Erben aus seiner Ehe mit Anne-Dieudonnée de Fabert, und so kam der Besitz nacheinander an seiner drei Töchter Marie Célestine Philippine (1679–1725), Marie Thérèse Appoline (1682–1768) und Josèphe Monique Mélanie (1686–1771). Jede von ihnen ließ Bauarbeiten an den Gebäuden vornehmen. Die größten Veränderung geschahen unter der ältesten Tochter Marie Célestine Philippine, der Ehefrau des Herzogs von Schleswig-Holstein-Sonderburg-Plön-Rethwisch, Joachim Ernst Ferdinand. Sie setzte die von ihrem Vater begonnenen Wiederaufbauarbeiten nach Plänen des Architekten Jean-Pierre Galezot am Ende des 17./Anfang des 18. Jahrhunderts fort und ließ dabei die Reste der mittelalterlichen Burg in den Neubau integrieren. Aus diesen Arbeiten resultierte das Aussehen des Schlosses im Stil des klassizistischen Barocks, das bis heute weitestgehend erhalten ist. Auch Teile der heutigen Innendekoration stammen von Galezot, nach dessen Entwürfen in der Zeit von 1723 bis 1726 Appartements im Nordflügel und dem Logis entstanden. Zeitgleich wurden ein großer Nutzgarten nördlich des Schlossgebäudes sowie ein formaler Garten westlich davon angelegt.
Mit dem Tod Josèphe Monique Mélanie de Rays starb ihre Familie aus, und das Schloss kam durch Beschluss des Parlements von Besançon am 11. März 1774 an François-Philippe de Marmier (1783–1845), einen entfernten Verwandten der Rose de Ray, Schwester Claude-François de Rays. Er beauftragte den bisontiner Architekten Claude-Joseph-Alexandre Bertrand mit einem Umbau, bei dem vor allem Innenräume umgestaltete werden sollten. Bertrand, der zwei Jahre zuvor das Hôtel Terrier de Santans in Besançon fertiggestellt hatte, liefert im April 1775 die Pläne, und schon kurz darauf begannen die Arbeiten am Schloss. Neben der Neugestaltung im Inneren erfolgte 1775 auch der Bau einer Reithalle im nordwestlichen Bereich des Schlossareals.

### 19. Jahrhundert

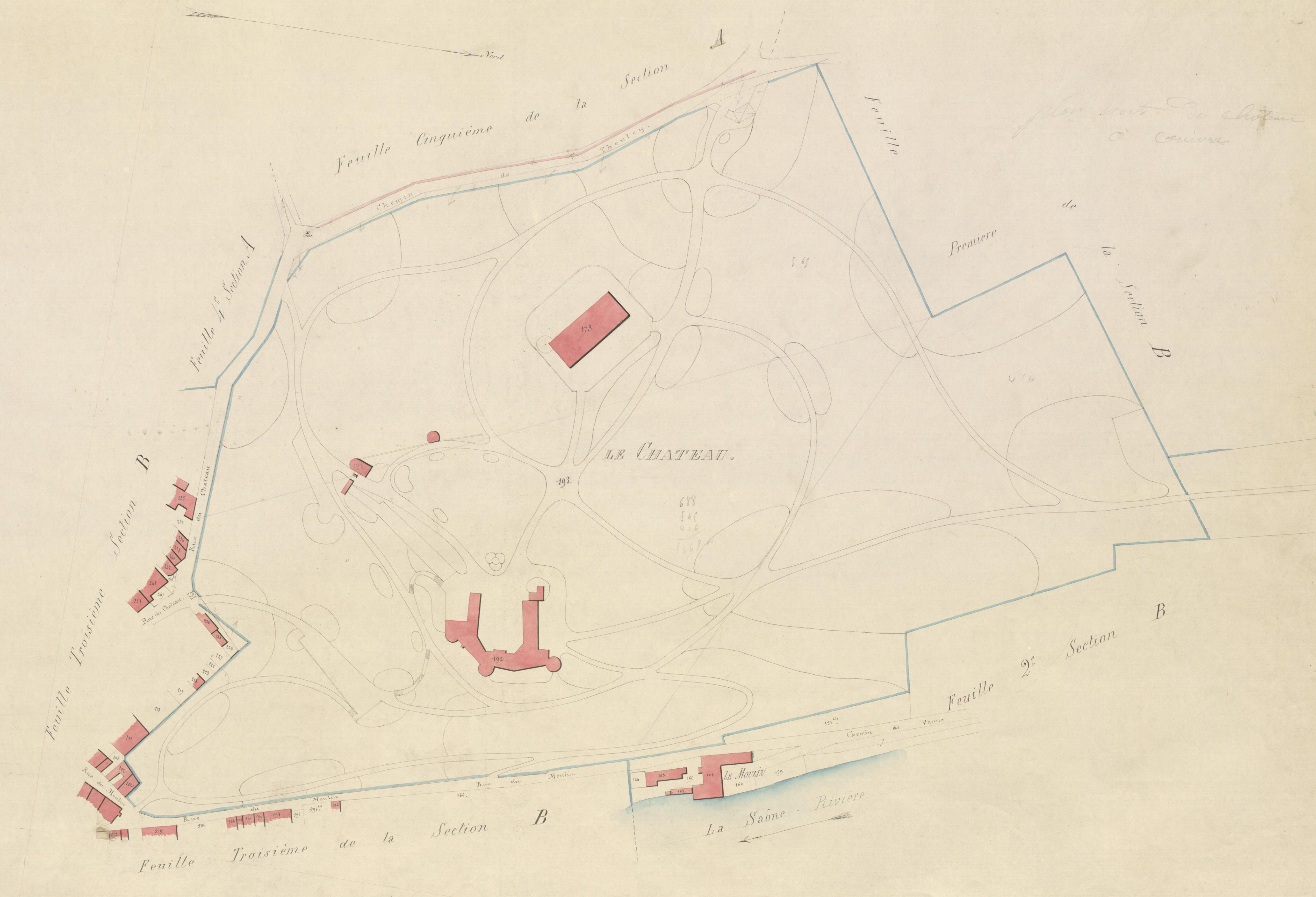
Plan der Schlossanlage im napoleonischen Kataster von 1873

François-Philippes Enkel Philippe Gabriel de Ray (1783–1845), Kammerherr Napoleons, heiratete Jacqueline Béatrix Gabrielle Stéphanie de Choiseul-Stainville (1782–1861), Hofdame der Kaiserin Marie-Louise, und wurde 1839 in Nachfolge seines Schwiegervaters Jacques Philippe de Choiseul-Stainville zum Herzog erhoben. Unter ihm fanden zwischen 1785 und 1807 umfassende Veränderungen an der Schlossanlage statt, die noch zu Zeiten der Familie Merode nach Plänen des Architekten Claude Antoine Colombot initiiert worden waren. Bei diesen Arbeiten erhielt das Logis des Schlosses seinen heutigen Mittelrisalit und noch einmal diverse Überarbeitungen seiner Innenausstattung. Außerdem wurde ein Jardin anglo-chinois fertiggestellt, der noch auf Initiative von Philippe Gabriels Mutter, Gabrielle-Marie-Elisabeth Constantin, marquise de la Lorie, geplant worden war. Ab 1806 folgte nach den Plänen des Landschaftsarchitekten Jean Marie Morel, der auch für die Gärten des Schlosses Malmaison verantwortlich zeichnete, die Anlage eines großen Landschaftsparks mit der heutigen Zugangsallee. Um dieses Projekt verwirklichen zu können, kaufte der Schlossherr diverse an das Schlossareal grenzende Ländereien. Philippe Gabriels Enkel Raynald de Marmier gab dem Schlossbau nach 1865 einen neugotischen Anstrich, indem er die beiden Kegeldächer aus dem 18. Jahrhundert auf den mittelalterlichen Schlosstürmen durch die heutigen Wehrplattformen mit Zinnenkranz ersetzen ließ. Verantwortlich für den Umbau war Clément Parent, ein Schüler Eugène Viollet-le-Ducs. Zudem erfolgte in den 1870er Jahren die Gestaltung des heutigen englischen Landschaftsgartens nach Plänen des bekannten Landschaftsgärtners Eugène Bühler.

### 20. und 21. Jahrhundert
1932 heiratete die Schlosserbin Gabrielle de Marmier (1911–1992) Hubert Baconnière de Salverte (1898–1979). Das Paar ließ in den 1930er Jahren den Gartenbereich westlich des Schlosses durch das Anlegen von Alleen zwischen großen Rasenflächen neu gestalten. Nach dem Zweiten Weltkrieg nahmen die beiden in den 1940er bis 1960er Jahren umfangreiche Renovierungen, Veränderungen und Modernisierungen an der Anlage vor. Dabei wurde unter anderem ein Gebäude, das sich dem südlichen Schlossflügel nach Süden anschloss und zuvor als Kutschenremise gedient hatte, abgerissen. Im Gegenzug erhielt der Trakt 1947 an seiner südwestlichen Ecke einen Pavillonanbau, der bereits vom Architekten Claude-Joseph-Alexandre Bertrand im 18. Jahrhundert vorgesehen worden war. Das Schlossgebäude erhielt somit ein symmetrisches Aussehen auf der Westseite. In jenen Jahren wurde auch der Südflügel zu einer Wohnung der Eigentümer umgebaut, das Logis mit einer neuen Treppe ausgestattet und das heutige Esszimmer eingerichtet. Auch wurde in dieser Zeit das Prunkportal aus der Zeit Ludwigs XV. am Anfang der Zufahrtsallee aufgestellt.
Das Ehepaar machte das Schloss in den 1970er Jahren teilweise für Öffentlichkeit zugänglich. Ihre Tochter Diane übernahm den Besitz und schenkte das Schloss inklusive seines Mobiliars am 29. Mai 2015 dem Département Haute-Saône. Dieses begann im Jahr 2017 mit einer Restaurierung der Anlage. Eine erste Phase, bei der die Erneuerung des Schlossdaches erfolgte, wurde im September 2020 beendet. Anschließend begannen bis heute andauernde Arbeiten an den Fassaden. Die Kosten für die Restaurierung betrugen bis 2022 5,2 Millionen Euro.
Die Anlage steht während der Restaurierung für Besucher offen. Ein Besuch des Parks ist kostenlos und täglich möglich, während die Innenräume des Schlosses von Anfang Mai bis Mitte Oktober im Rahmen einer Führung besichtigt werden können.

## Beschreibung

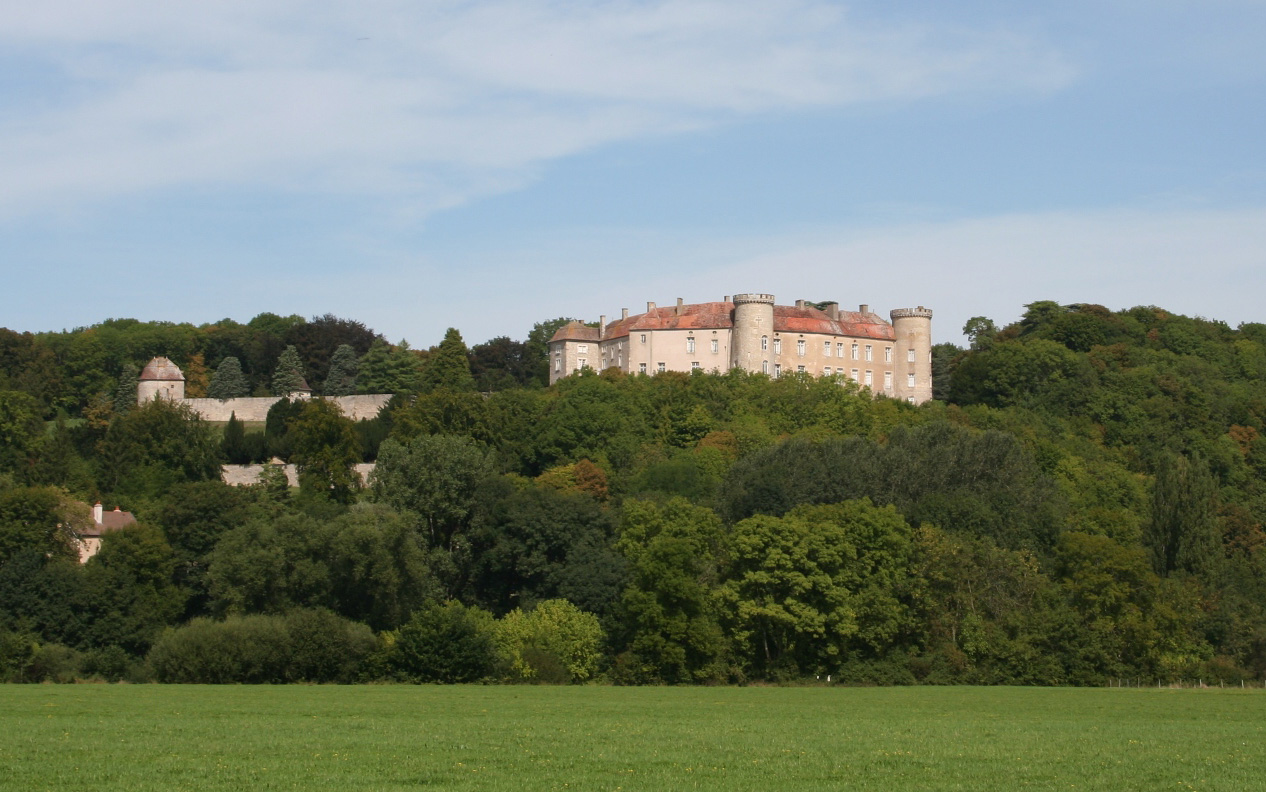
Das Schloss thront auf einem Felsen über Ort und Fluss

Das Schlossgebäude steht am Rande eine Felsplateaus und thront rund 50 Meter über dem Lauf der Saône. Auf der dem Fluss zugewandten Ostseite macht es einen sehr wehrhaften Eindruck, während es sich auf der Westseite als typisch klassizistisches Schloss mit nüchterner Formensprache präsentiert. Das Gebäude steht auf mehreren in den Kalksteinfelsen gehauene Terrassen, für die mittelalterliche Mauerreste als Stützmauern fungieren. Es ist von einem großen Park umgeben, in dessen nordwestlichem Bereich auch ein aus einer einstigen Reithalle hervorgegangener Bauernhof liegt.

### Park

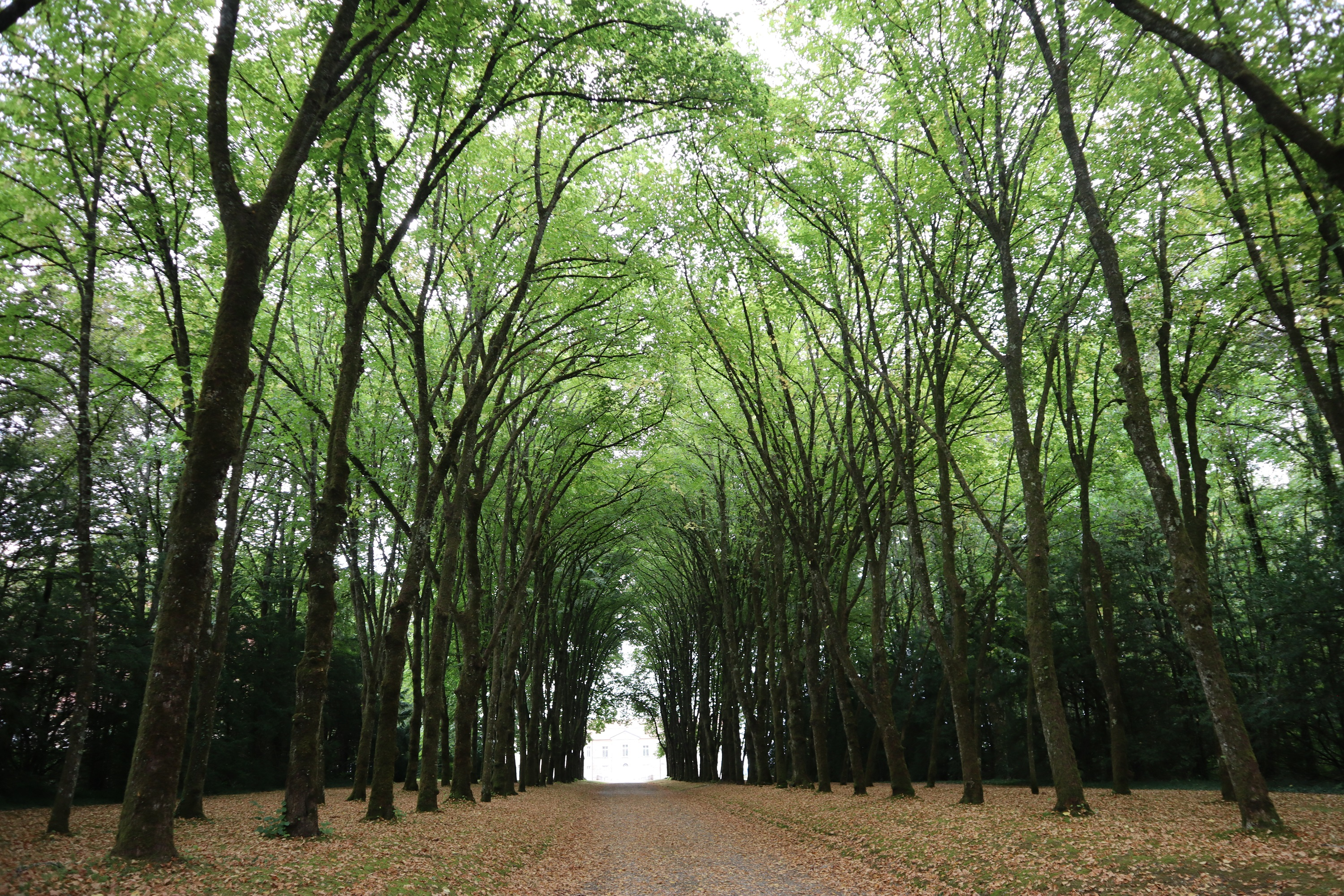
Zufahrtsallee

Der Zugang zum Schloss erfolgt von Westen über eine etwa 120 Meter lange Sommerlindenallee, die den 20 Hektar großen Schlosspark in Form eines englischen Landschaftsgartens durchschneidet und an einer großen Rasenfläche endet. Am Anfang der Allee steht ein mächtiges, kugelbekröntes Eingangsportal mit zweiflügeligem Gittertor, das dort in den 1950er Jahren aufgestellt wurde. Im Baumbestand des Parks finden sich unter anderem Mammutbäume, Atlas-Zedern, Platanen, Rosskastanien und Rotbuchen. Ein erstes Gartenparterre wurde schon 1690 erwähnt. Von ihm ist aber nichts erhalten, ebenso wenig wie von der mit einer Mauer umgebenen Gartenanlage nördlich des Schlossgebäudes, die zur Zeit der Familie Merode einen Weinberg, einen Gemüsegarten und einen Lustgarten umfasste.
Am südlichen Rand der dem Schlossgebäude vorgelagerten Rasenfläche ist noch ein Teil der mittelalterlichen Ringmauer samt zweier Türme (Tour tranchée und Tour du guet) und einem im 18. Jahrhundert veränderten Burgtor erhalten. Die beiden Türme besitzen Grundrisse in Form eines Hufeisens, jedoch ist ihr Innenraum viereckig. Die einstigen Burggräben sind heute verfüllt. Fünf Wege führen vom westlichen Rand der Rasenfläche strahlenförmig auf den Ehrenhof des Schlosses zu.

### Architektur

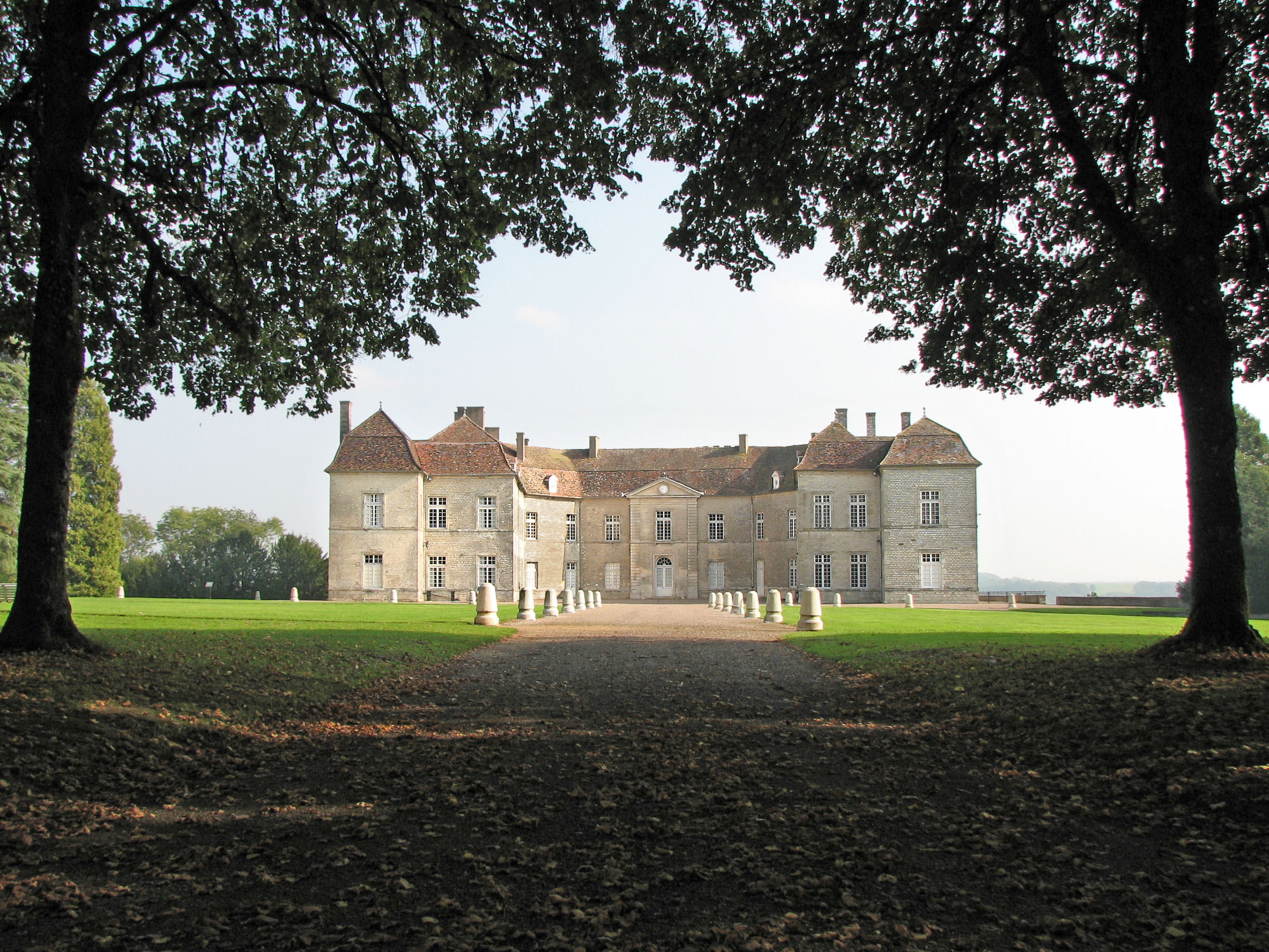
Westseite des Schlosses

Das dreiflügelige Schloss besitzt einen etwa U-förmigen, aber nicht symmetrischen Grundriss. Seine Form ist größtenteils durch die einbezogenen Elemente des mittelalterlichen Vorgängerbaus bestimmt, dessen einzelnen Flügel der Architekt mit schräg stehenden, kurzen Trakten verband. Der Südflügel des Schlosses stammt im Kern noch aus dem 15. Jahrhundert. Die zwei Geschosse mit Mauerwerk aus Kalkbruchstein sind mit Ausnahme der Südseite verputzt und mit einem ziegelgedeckten Mansarddach abgeschlossen. Die zur Saône zeigende Fassade des Logis besitzt keine regelmäßig angeordneten Fenster, was ein deutliches Zeichen dafür ist, dass dort mittelalterliche Bausubstanz integriert ist. Ihr sind zwei Rundtürme wahrscheinlich aus der Zeit Otto de la Roches vorgesetzt, die Tour d’amour (deutsch Turm der Liebe) und Tour de Holstein (deutsch Holstein-Turm) genannt werden. Der nördliche Holstein-Turm wurde im 17. Jahrhundert halb zerstört und von Marie Célestine Philippine de Mérode, durch Heirat Herzogin von Schleswig-Holstein-Sonderburg-Plön-Rethwisch, in den 1720er Jahren wiederaufgebaut, weshalb er seinen heutigen Namen erhielt. Die Türme besitzen Maschikulis und Zinnenkränze aus dem 19. Jahrhundert.
Von Westen bietet sich dem Betrachter der Anblick einer schlichten, klassizistischen Fassade. Ein auf Höhe der Sohlbänke der hohen Rechteckfenster im ersten Geschoss verlaufendes Gesims trennt die beiden Geschosse. Einziger architektonischer Schmuck ist am Logis der einachsige Mittelrisalit mit rustizierten Pilastern und Dreiecksgiebel, dessen Tympanon eine Uhr aus der Empirezeit trägt.

### Innenräume
Hinter der mittig gelegenen, zweiflügeligen Tür mit rundbogigem Oberlicht in der Westfassade des Mitteltrakts liegt im Erdgeschoss der frühere Wachensaal (heute Wappensaal genannt). Bei der Tür handelt es sich jedoch nicht um den Haupteingang des Schlosses, denn dieser liegt im südlichen Verbindungstrakt und ist schlichter gestaltet. Über ihn betritt der Besucher das Vestibül mit ovalem Grundriss. In dessen 2,1 Meter dicken Mauern sind vier Nischen eingelassen, die mit Statuen besetzt sind. Ein Gitter aus der Zeit Ludwigs XV., das in den 1930er Jahren in den nördlichen Durchgang eingesetzt wurde, trennt das klassizistisch gestaltete Vestibül vom großen Wappensaal. Sein heutiges Aussehen verdankt er Arbeiten in den 1930er Jahren, bei dem seine Holzbalkendecke erneuert wurde. Sie ist in den Wappenfarben der Familie Salverte bemalt und wird von Konsolen getragen, welche die Familienwappen der Eigentümer und Besitzer der Seigneurie Ray zeigen. Der große Saal nimmt die gesamte Tiefe des Mitteltrakts ein. Über seinem großen Kamin hängt ein Porträt des letzten Barons aus der Familie de Ray, Claude-François, von Frans Pourbus dem Jüngeren aus dem Jahr 1609. An den Wänden sind weitere Porträts von Mitgliedern der Besitzerfamilien und zahlreiche dort prästierte Waffen zu sehen. Der südliche Durchgang des Vestibüls führt in die Schlosskapelle mit ihren Boiserien vom Beginn des 18. Jahrhunderts. Sie zeigen Schnitzarbeiten im Louis-quatorze-Stil und Pilaster mit korinthischen Kapitellen. Dazu passend gestaltet sind die drei Altäre. Das Retabel des Hauptaltars zeigt ein Gemälde von Louis-Michel van Loo aus dem Jahr 1770, das die Heilige Familie darstellt. Im linken Seitenaltar wird das Herz des 1838 im Louvre verstorbenen letzten Herzogs von Choiseul aufbewahrt.
Im Souterrain des Schlosses liegt die Schlossküche mit einem enorm großen Kamin sowie angeschlossenen Wirtschaftsräumen wie zum Beispiel dem mittelalterlichen Brunnenraum und dem rund 50 Meter tief in den Kalksteinfelsen gegrabenen Burgbrunnen, der heute noch 2,8 Meter hoch Wasser führt. Dieses Geschoss mit seinen 2,5 Meter dicken Mauern und Tonnengewölben ist das einstige Untergeschoss des mittelalterlichen Donjons. Im daran anschließenden Turm der Liebe sind Stücke aus der Familienkollektion ausgestellt, die an Otto de la Roche und seine Beteiligung am vierten Kreuzzug erinnern. Dazu zählt auch eine Kopie der Grabplatte Ottos.
Weitere Schlossräume mit bemerkenswerter Ausstattung und wertvollem Mobiliar sind der Salon Ludwigs XVI. mit zahlreichen Porträts alter Meister, die Appartements im Nordtrakt sowie Logis mit vielen Kaminverkleidungen aus mehrfarbigem Stein und die mehr als 3.500 Werke umfassende Bibliothek.